# Hamlet's Mill

Precessie-beweging van de Aarde. De Aarde roteert (witte pijlen) eenmaal daags rond haar rotatie-as (rood); deze as roteert zelf langzaam (witte cirkel), en maakt de volledige rotatie compleet in ongeveer 26.000 jaar

Hamlet's Mill: An Essay Investigating the Origins of Human Knowledge and Its Transmission Through Myth (Hamlets molen: een essay die de oorsprong onderzoekt van menselijke kennis en het doorgeven daarvan via de mythe, eerste publicatie door Gambit, Boston, 1969) door Giorgio de Santillana (1902-1974) professor wetenschapsgeschiedenis aan de MIT) en Hertha von Dechend (1915-2001, een wetenschapper aan de Johann Wolfgang Goethe-Universität) is een non-fictie werk over geschiedenis en vergelijkende mythologie, met name over archeoastronomie. 
Het gaat met name over de bewering van de ontdekking van de axiale precessie in de megalithische tijd en het coderen van deze kennis in mythologie. Het boek werd na publicatie zwaar door academici bekritiseerd. 